# Zámbó Jimmy
Zámbó Imre, ismertebb nevén Zámbó Jimmy (Budapest, 1958. január 20. – Budapest, 2001. január 2.) kétszeres EMeRTon-díjas magyar énekes. Az 1990-es évek egyik legsikeresebb előadója.
A magyar popszakma egyik legsikeresebb magyar énekese. Rajongói „A király”-ként tisztelték és emlegették. Legnagyobb hatást a görög énekes, Demis Roussos gyakorolt rá, akinek stílusa érződik Jimmy dalain.
Saját, otthonában tartott fegyverével 2001. január 2-án hajnalban fejbe lőtte magát, majd délelőtt 10 órakor belehalt sérüléseibe.
A Magneoton lemezkiadó vezetője, Joós István szerint a Jimmy becenevet az énekes azért kapta, mert göndör haja volt, mint "Jimmy" Hendrix-nek. Más változat szerint egyszerűen az Imre anglicizált változata, nem az angol megfelelő, hanem hangzásra hasonló.

## Életpályája

### Fiatalkora
A budapesti VII. kerületben született. Zenei vénája már gyermekkorában megmutatkozott, testvéreivel (Marietta, György, Tihamér, Árpád) zenélt előbb otthon a család zongoráján, később pedig a Magyar Rádió gyermekkórusában zenéltek és énekeltek. Az általános iskola elvégzése után zenei gimnáziumban érettségizett, majd a zeneakadémia jazz-ének szakán tanult.

### Pályafutása
1987-ben szerezte meg az ORI előadóművészi engedélyét, amellyel teljes jogú művészként működhetett. Ezután éjszakai bárokban, mulatókban lépett fel. 1988-ban a Tessék választani! bemutatón lépett fel a Ne kérj című szerzeményével, nyáron pedig Valahol bús dal szól című dalával megnyerte a nemzetközi Interpop Fesztivál szerzői és előadói díját. 1989-ben újra a Tessék választani! fellépői között szerepelt. 1991-ben megjelent első albuma Csak egy vallomás címmel, majd nem sokkal ezután négy és fél oktávos hangterjedelmének és csodálatos előadásmódjának köszönhetően a közönség elnevezte őt Király-nak, majd a Magneoton kiadó feltette a lemezborítón az i-re a koronát.
1995-1996 között több ízben is tartott koncertet a Távol-Keleten, például: Isumiban, Yamanashiban és Asakában is. Horvátországban, Szlovákiában is évente többször lépett fel.
Sikeres időszaka 1990 és 2000 között a Kaszás Péterrel való közös munka. Egyedi hangú előadásmódja és a Zámbó–Kaszás-szerzemények hozták meg a legnagyobb sikert számára. Az 1990-es évek derekán megismerkedett Komáromi Pistivel, és beszállt annak Van esély című dalába, melyet a Tábornoki Kórussal adtak elő. A dal később önálló előadásában is felkerült a Zámbó Jimmy Best of 1. albumra, zárószámként. Pályafutása során először zenei produceri feladatot vállalt 1998-ban Komáromi Pisti Ajándék c. albumán, s onnantól a Zámbó Jimmy-koncertek sztárvendégének hívta Komáromi Pistit.
Kétszer adott telt házas koncertet a Budapest Sportcsarnokban. Először 1998. december 28-án, másodszor 1999. november 21-én. A nagy érdeklődésre tekintettel 1999. november 21-én este bejelentették a harmadik koncertet, ami 1999. december 28-án lett volna. December 15-én leégett a Budapest Sportcsarnok, így ezt a koncertet a Hungexpo egyik pavilonjában tartották meg.
Saját műsora az RTL Klubon 1999. december 24-én debütált, "Karácsony Zámbó Jimmyvel" címmel jelentős nézettséget érte el, majd ennek a műsornak lett a folytatása a "Dalban mondom el" 2000-től haláláig.

## Magánélete

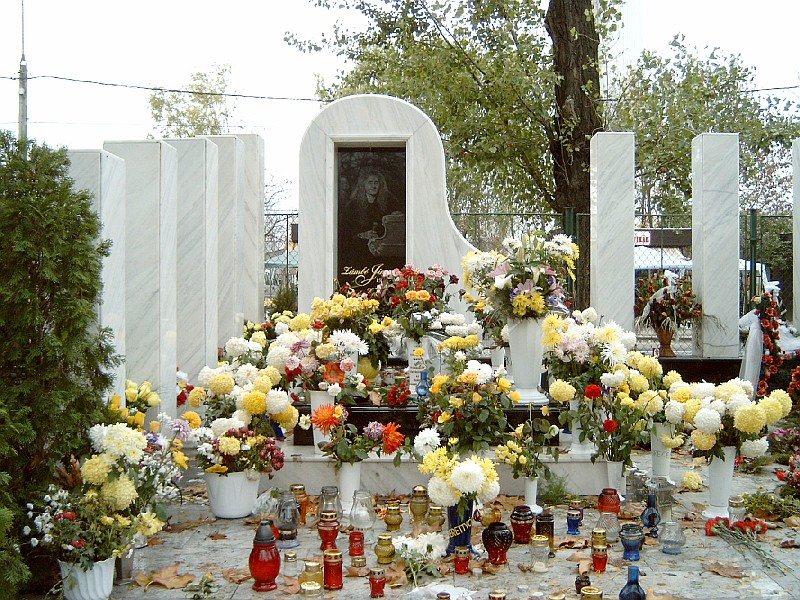
Sírja a csepeli temetőben

1977-ben feleségül vett egy elvált, kétgyermekes asszonyt, a galgahévízi Csoma Verát. Vera 21 éves volt, amikor az akkor 18 éves Jimmy udvarolni kezdett neki. Az 1980-as évek elején a galgahévízi presszóban (ma Coop Áruház) zongorázott rendszeresen. 1980-ban közös gyermekük született, Krisztián. Miután Jimmy elvált első feleségétől, 1979-ben megismerkedett Edittel, akit később el is vett feleségül. Két gyermekük született, Szebasztián és Adrián.
Zámbó Jimmy egykori kedvese Háfra Mari modell volt. Szerelmük történetéről könyvet is jelentetett meg, 2001-ben, Szerelem a királyság előtt – Zámbó Jimmy menyasszonya voltam címmel. Dolgoztak is együtt, Háfra szerepelt Zámbó Jimmy videóklipjében szaxofonosként is.
1998-ban Jimmy egy miskolctapolcai hotelben pihent meg, ahol akkora hatást tett a tulajdonosra, hogy az később Zámbó Jimmy hotelre keresztelte a helyet. Több jótékonysági koncertet is adott életében, ezek közül az egyik legnagyobb ilyen fellépése volt, hogy Delhusa Gjonnal készített lemezből befolyt összeget, amelyet a Magyar Vöröskereszt tízezer példányban adott ki, a tiszai árvízkárosultak megsegítésére ajánlotta fel. Dalokat írt többek között Gregor Bernadett színésznőnek, melyet egy alkalommal elő is adtak duett formájában Jimmy Péntek esti vigadó című RTL Klub-on sugárzott műsorában. Horváth Sándor miskolci zenész a Dalban mondom el szerzőjeként 10 millió forintos kártérítést követelt tőle. Később a Story magazin olvasói csillagot neveztek el róla. Schmuck Andor MSZP-s politikus volt a személyi menedzsere.

## Halála
2001. január 1-jén az újévet ünnepelték a csepeli családi házukban. Másnap hajnalban Jimmy Beretta típusú pisztolyával főbe lőtte magát. Felesége 9 évvel későbbi visszaemlékezése szerint meg akarta mutatni neki, mekkorát szól a fegyver. Két lövés után kiürítette a tárat, majd a feleségére fogta, s hogy megnyugtassa őt, nincs benne több lőszer, a saját halántékára célozva sütötte el újból. A Honvédkórházban délelőtt belehalt sérüléseibe. Több tízezren kísérték a menetet, amikor a népszerű énekest örök nyugalomra helyezték a Csepeli temetőben.
Ez egy baleset volt, nem szeretett volna végezni magával. Kiment a teraszra, fellőtt egyet az égbe, és maradt még egy golyó a tárban. Edit nagyon aggódott, veszekedett vele, hogy fejezze be, mert meg fogja magát sérteni. Ő meg azt hitte, abban a fegyverben nincs több golyó, így a fejéhez emelte, mintegy bebizonyítván, hogy tényleg nincs” – mesélte, hozzátéve: „Nekem nagyon sokáig tartott ezt megemésztenem, hogy ez egy értelmetlen dolog, egy értelmetlen halál[forrás?]

## Diszkográfia

### Stúdióalbumok
- Csak egy vallomás (1991)
- Jimmy II. (1992)
- Számíthatsz rám (1993)
- Jimmy IV. (1994)
- Jimmy's Roussos (1994)
- Szeress, hogy szerethessenek (1995)
- Mit akarsz a boldogságtól? (1996)
- Fogadj örökbe (1998)
- Dalban mondom el (1999)
- Karácsony Jimmyvel (2000)

### Válogatások
- Best of I. (1997)
- Best of II. (1997)

### Posztumusz albumok
- Csak a jók mennek el (2001)
- Valahol bús dal szól (maxi) (2001)
- Volt egyszer négy oktáv (2001)
- Karácsony Jimmy nélkül (2001)
- 1958–2001 (2001)
- Emlékalbum (2003)
- Szeptember volt (2004)
- Requiem (2005)
- Jimmyx (remixalbum) (2006)
- Királyi duettek (2008)
- Zámbó Jimmy királysága 1991–2001 (2010)

### DVD-k
- Mindörökké Jimmy – Emlékképek A Királyról (2002)[15]
- In Memoriam Zámbó Jimmy – A Király utolsó koncertje (2006)[16]

### VHS-ek
- Szemeddel Látsz! Szíveddel Érzel... – 10 év legszebb dalai videón (1997)
- In Memoriam Zámbó Jimmy – A Király utolsó koncertje	 (2001)
- Emlékezzünk Jimmyre 1958–2001 (2002)[15]

## Díjak
- Előadói és szerzői díj az Interpop Fesztiválon (1988)
- Az év legjobb lemeze (1992, 1994)
- Az év albuma (1993)
- eMeRTon-díj (1993): Az év lemezkészítője
- Arany Zsiráf-díj (1994, 1995)
- Huszka Jenő-díj (1995)
- Aranyszarvas-díj (1995)
- eMeRTon-díj (1998): Az év énekese
- Csepel díszpolgára (2014) (posztumusz)

## Emlékezete
- A Nemzeti Lovas Színház 2018-ban mutatta be a Jimmy című életrajzi musicalt, ahol a címszerepet Pintér Tibor alakította.
- Az élete ihlette a tízrészes A Király című minisorozatot, amelyben Olasz Renátó és Nagy Ervin alakítják az énekest.